# Лужники (местность)
Лужники́ — московский топоним, связанный с несколькими местностями и слободами; в настоящее время обозначает юго-западную часть района Хамовники, вошедшую в состав Москвы в 1917 году.
В составе Конюшенного приказа находились конские слободы: Большие Лужники и
Малые Лужники.

## Границы
Граница строго не определена, иногда её проводят по малому кольцу Московской железной дороги и Третьему транспортному кольцу. «Зелёный» район с низкой плотностью застройки. Территория между Москвой-рекой и железной дорогой не имеет населения, жилые дома располагаются лишь по другую сторону дороги.

## История
Обычно, говоря о первом упоминании нынешних Лужников, ссылаются на духовную грамоту князя Юрия Васильевича 1472 года, где фигурирует «селце Семчинское и з дворы з городскими и с Лужниковым»; однако в ней, скорее всего, речь идёт о других Лужниках, которые фигурируют и в описании событий 1612 года: «Августа ж в 23 день … пойде гетман прямо ко граду … Князь Дмитрий же Трубецкой, вышед против его, ста от Москвы реки от Лужников, а князь Дмитрий Пожарской от своей страны ста у Москвы реки, у церкви Ильи пророка, рекомого Обыденного». Позже, в XVII—XIX вв., эти Лужники упоминаются как Малые Крымские («Малые Лужники, что у Крымского броду», между Крымским мостом и Якиманкой).
Крымские Лужники, вероятно, связаны с Великим лугом. Впервые «у города луг Великий за рекою» упомянут в духовной Дмитрия Донского в 1389 году, и в дальнейшем неизменно фигурирует в духовных грамотах московских государей (в 1406 году в первой духовной Василия I как «луг Великий противу города за рекой»).
К началу XVII века Великий луг вследствие застройки распался на части — западная стала именоваться Крымским лугом (от Крымского двора до Андреевского монастыря), после чего и слобода получила название Крымские Лужники. В восточной части бывшего Великого луга (в 1604 упомянута как «Меньшой луг» вблизи Симонова монастыря) возникла слобода Большие Лужники, она же Лужницкая слобода (упом. с 1619 года, название слободы сохраняла Лужницкая улица, ныне улица Бахрушина). В сер. XVII века дворцовая слобода Большие Лужники упоминается с указанием «что под Симоновым» (1633) и «из-под Симонова» (1658).
Местность же, которую ныне называют Лужниками, прежде называлась Лужники Малые Новодевичьи, а при первом упоминании, в 1638 году, — слобода Малые Лужники под Новым Девичьим монастырем. В 1654 жители Лужников начали строить близ берега деревянную церковь Иоанна Златоуста и построили «до верхнего помосту; и волею Божиею стало быть моровое поветрие», недостроенную церковь «свезли в кузнецкую слободу». На том же месте в 1701 году построена церковь Тихвинской иконы Богородицы (каменная в 1756—1762, снесена в 1955 году, на её месте стадион). В 1955 году все строения между Окружной железной дорогой и рекой были снесены для сооружения спортивного комплекса.

## Происхождение названия
Название Лужники обычно связывают с «низменной луговой местностью, затопляемой в половодье» (у Даля такое значение не зафиксировано, указано лишь диалектное рязанское «более обширное мокрое место, мочажинник»). Но тогда название должно было иметь существенно большее распространение, а не ограничиваться тремя слободами.
Название Лужники относилось первоначально не к местностям, а именно к слободам, что дает основание предположить связь названия с родом занятий жителей. В XVII веке упоминается профессия лужник: так, в расходных книгах имеются записи: в 1606 «колоднику лужнику Нечайку Федорову на корм на 3 дни по 2 деньги на день»; в 1614 «Лужнику Ламаке Казаринову за сажень болшую дров и с провозом 3 руб. 16 ал. 4 д.». Лужник Бориско упоминается в «Розыскных делах о Фёдоре Шакловитом и его сообщниках», в рязанских платежных книгах 1594—1597 гг. упоминается лавка лужника Офонки Иванова.
Некоторые авторы утверждают, что лужниками называли лудильщиков, хотя источники и словари не дают для этого никаких оснований. Сомнительно, чтобы в XVI—XVII веках вообще существовала такая самостоятельная профессия (не говоря уж о том, чтобы её представители образовывали отдельные слободы). Лужением занимались котельники (медные мастера).
Следует обратить внимание на местонахождение всех московских Лужников: слободы эти располагались при дворцовых (государевых) лугах. Видимо, лужниками называли тех, кто на них работал, занимался выпасом лошадей, возможно, также и заготовкой сена.
Вероятно, не случайно и соседство Крымских Лужников с государевыми конюшнями на Остоженке (по другую сторону Москвы-реки, за Крымским бродом), а Новодевичьих Лужников — с Запасными государевыми конюшнями у Пометного Вражка. М. Александровский указывает, что в ц. Троицы в Больших Лужниках «сохранялась икона Предтечи, помеченная 1589 г. с именем Лужника (служащего при лугах) Ивана Леонтьева».